# KANSL3
KANSL3‏ (KAT8 regulatory NSL complex subunit 3) هوَ بروتين يُشَفر بواسطة جين KANSL3 في الإنسان.